# 吉大同
吉大同（1529年—？），字伯從，號雲溪，直隸大名府開州人，匠籍，明朝政治人物。

## 生平
嘉靖四十年（1561年）辛酉科順天府鄉試第一百一十八名舉人。嘉靖四十一年（1562年）中式壬戌科會試第一百四十九名，三甲第八名進士。授行人司行人，四十五年官至刑部员外郎，同年秋出为山东按察司佥事，隆慶元年（1567年）祖父去世丁忧。起补河南佥事，六年八月升右参议，官至睢陈道副使。

## 家族
曾祖吉倫，號樂素；祖父吉陳（1481年-1566年），字萬言，號柳東，官河州知州、趙鄭二府長史，封監察御史；父吉澄，巡檢遼東都察院右僉都御史。母張氏（贈孺人）；繼母李氏（封孺人）。重庆下。